# Бианки
Вижте пояснителната страница за други значения на Бианки.
Биа̀нки (на италиански: Bianchi, на местен диалект li Iànchi, ли Янки) е село и община в Южна Италия, провинция Козенца, регион Калабрия. Разположено е на 825 m надморска височина. Населението на общината е 1377 души (към 2012 г.).